# Bertha Valverde
Bertha Valverde Álvarez de Duarte  (1905 - 1988) fue una política y médica ecuatoriana.
En 1930 fue elegida concejala de Guayaquil de la mano del Partido Socialista, convirtiéndose en la primera mujer ecuatoriana en ganar una elección para ocupar un cargo público. El mismo año ocupó brevemente el puesto de jefa política de la ciudad, cargo que tampoco había sido ocupado por una mujer hasta la fecha.
Diario El Universo calificó en aquella época su ascenso a la jefatura política de Guayaquil como "un triunfo del feminismo".
En 1931 se graduó de médica obstetra en la Universidad de Guayaquil, ejerciendo la profesión por más de 40 años. También fue la fundadora de la Sociedad Obstétrica del Guayas.